# 고척스카이돔
고척스카이돔(高尺스카이돔 , 영어: Gocheok Sky Dome)은 대한민국 서울특별시 구로구 고척동에 있는 야구장으로, 키움 히어로즈와 대한민국 야구 국가대표팀의 홈구장이다.

## 개요
대한민국 최초의 돔구장으로, 라운드에서 지붕까지의 최고 높이는 67.59m로 설계했으며 지붕에 반투명의 테프론막을 덮어 자연 채광이 가능하게 했다. 이밖에도 LED를 전체 시설에 반영하여 에너지 소비를 최소화시킬 수 있는 친환경 건축물로 시공하고 있으며, 경기장 내에 수영장, 헬스장 등의 체육 시설과 함께 콘서트를 비롯한 문화 행사가 가능하도록 인프라를 구축하고 있다.
2015년 5월 26일 넥센 히어로즈가 초반 2년 동안에 한해 목동야구장과 같은 일일대관 방식으로 이전해 오는 방식으로 협의했으나 거액의 사용료 문제로 인하여 협상이 지지부진한 상태였다. 그러다 마침내 2015년 10월 5일 서울특별시와 넥센 히어로즈가 2년간 고척 스카이돔 사용협약을 체결하였다.
2016년 3월 15일 SK 와이번스와 넥센 히어로즈의 첫 시범경기로 프로야구의 막을 열게 되었고, 2016년 4월 1일 롯데 자이언츠와 넥센 히어로즈의 첫 정규리그로 프로야구의 막을 열게 되었는데 2020년에는 11월 15일 이후 열릴 포스트시즌이 해당 장소 중립경기로 진행된다.
고척스카이돔은 비가 와도 대한민국에서 유일하게 야구를 치를 수 있는 단 하나 뿐인 경기장이기도 하며, 추후 잠실, 부산, 대전 등지에 돔구장이 생길 경우 우천으로 인해 취소되는 기존 야구장의 수가 현재보다도 더 줄어들 수도 있다.

## 명칭
서울특별시는 2014년 10월 17일부터 2014년 10월 26일까지 이 야구장의 1차 명칭 공모전이 가졌다. 29일 많은 공모 중에 서울돔, 고척돔, 서울고척돔, 고척스카이돔, 서울아레나돔이 1차 선정되었다. 이후 서울특별시는 1차 선정된 명칭 중에서 2차 명칭 공모전을 열어 최종 명칭을 '고척스카이돔'(GOCHEOK SKY DOME)으로 발표했다.

## 상세 사항
- 지붕구조 형식 : 골조막 방식의 완전 돔
- 대지면적 : 47,800m2
- 연면적 : 83,476m2
- 건축면적 : 28,625.77m2
- 좌석수 : 18,076석 (22,258명) → 16,783석
- 주차대수 : 492대
- 자연채광(막구조), 자연환기(벽면 측창), 지열냉ㆍ난방시스템, 태양광 집열판 등을 설치하여 에너지 소비 최소화 추진
- 사업기간 : 2009년 2월 ~ 2015년 8월
- 시공자 : 현대산업개발, 한진중공업, 성지건설

## 시설 문제점 및 보수
- 고척 스카이돔 개장 이후 가로 22.40m, 세로 7.68m 규모의 중앙 전광판의 크기, 관중석의 협소, 덕아웃 지붕 미비 등의 문제점이 부각되었다.
  - 2016년 3월 구장 내 미비된 공간을 보수, 관중석 간격 조절 및 덕아웃 지붕 공사를 실시했다. 해당 보수로 인하여 기존 구장 좌석수가 18,076석에서 16,813석으로 줄었다.[5][6][7]
  - 구장 내에 설치되어 있는 중앙 전광판은 추후 문제 발생시 보수 할 예정이였다.[8][9] 넥센 히어로즈 구단에서는 전광판 크기가 작다는 여론을 인식, 2016년 3월 16일 외야 좌측에 가로 10m, 세로 6m의 작은 스크린 전광판을 새로 설치하였다.[10]
  - 서울시는 2017년 월드 베이스볼 클래식 개최를 앞두고 좌측과 우측 양쪽 외야 벽면에 가로 28ｍ, 세로 12ｍ 크기, 풀 HD (1872×800)급 해상도, 150만 LED 화소의 전광판을 신설하기로 결정하였다. 기존의 중앙 전광판의 경우 2017년까지는 유지하며 2017년 KBO 리그 시즌 종료 후 철거할 계획이였다.[11][12] 하지만 2017 시즌 후 경기 중 응원 유도, 광고판 등에 사용이 용이하다고 판단되어 중앙 전광판을 유지하는 쪽으로 방향을 선회하였다.

- 2017년 8월 20일 대 NC전 지붕에서 비가 새는 해프닝이 발생했다. 네티즌들은 이를 보며 전세계 최초 돔구장 우천취소 나오는 것이 아니냐며 비판을 이어갔다.

- 2018년 기존의 철제 난간을 강화 유리 난간으로 교체하는 공사를 실시하였다.

## 특이 사항
고척 스카이돔 내부 주차장은 이용이 불가능하며 구로기계공구상가(약 4,000면), 중앙유통단지(약 4,000면), 고척산업유통상가(약 1,000면), 롯데마트(약 840면) 등의 인근 민영주차장을 이용해야 한다. 위치 등 자세한 안내는 구단 홈페이지를 통해 확인할 수 있다.

### 특별 경기 및 국제 경기
- 첫 공식 국내 대회로 2015년 11월 9일 제70회 청룡기 전국고교야구 선수권대회를 개최하였다.[13]
- 2015년 9월 15일 개장 기념 경기로 서울대학교 야구부와 대한민국 여자 야구 국가대표팀 사이의 친선 경기가 열렸으며, 서울대학교 야구부가 8:4로 승리했다.[14]
- 대한민국 야구 국가대표팀이 11월 8일에 개최되는 2015년 WBSC 프리미어 12에 앞서 11월 4일과 11월 5일에 고척스카이돔에서 이틀간 열린 2015 서울 슈퍼시리즈에서 쿠바 야구 국가대표팀과 공식 개장 경기를 가졌다.[15]
- 2016년 7월 16일 2016 KBO 올스타전을 개최하였다.
- 2017년 3월 2017년 월드 베이스볼 클래식을 개최하였다.
- 2019년 11월 2019년 WBSC 프리미어 12 1라운드 C조 경기를 개최하였다.
- 2020년, 2021년 코로나19 영향으로 인해 KBO 한국시리즈를 해당 구장에서 개최하였다.

### 콘서트
- 2015년 10월 10일 엑소(EXO)가 국내 최초로 돔 콘서트를 진행하였다.[16]
- 2015년 12월 30일 연말 특집 생방송인 '2015 KBS 가요대축제'를 고척스카이돔에서 생중계 하였다.
- 2016년 11월 12일, 11월 13일 2016 방탄소년단 팬미팅을 고척스카이돔에서 진행하였다.
- 2016년 11월 19일 멜론에서 진행하는 시상식인 멜론 뮤직 어워드를 진행하였다.
- 2017년 1월 7일, 1월 8일 빅뱅 콘서트를 진행하였다.
- 2017년 2월 18일, 2월 19일 방탄소년단 콘서트를 진행하였다.
- 2017년 8월 7일, 8월 8일 워너원 데뷔 콘서트 '워너원 프리미어 쇼콘'을 진행하였다.
- 2017년 11월 24일, 11월 25일, 11월 26일 엑소 (EXO)가 3일동안 Exo planet #4 The Elyxion 콘서트를 진행하였다.
- 2017년 12월 25일 연말 특집 생방송인 '2017 SBS 가요대전'을 개최하였다.
- 2017년 12월 30일, 12월 31일 빅뱅 콘서트를 진행하였다.
- 2025년 5월 16일 ~ 2025년 5월 17일 이세계 페스티벌 서울 2025를 진행하였다.

## 경기장 로컬룰

### 파울지역
- 천장(스피커 등 포함)에 맞고 낙하한 볼을 포구 : 파울
- 천장(스피커 등 포함)에 낀 경우 : 파울
- 천장(스피커 등 포함)에 맞고 낙하한 볼을 포구하지 못했을 경우 : 파울
- 홈플레이트 위쪽 천장에 끼었을 경우 : 파울

### 내야 페어지역
- 천장(스피커 등 포함)에 맞고 낙하한 볼을 포구 : 아웃
- 천장(스피커 등 포함)에 낀 경우 : 볼데드(타자 주자에게 2개루 안전 진루권 부여)
- 천장(스피커 등 포함)에 맞고 낙하한 볼을 포구하지 못했을 경우 : 인플레이

### 외야 페어지역
- 타구가 천장 상단 3번째 통로(캣워크) 시작점 이후부터 천장 또는 시설물(스피커, 홍보물 등에) 맞거나 낀 경우 : 홈런

### 기타
- 천장에 맞거나 낀 경우 등 확인이 필요한 판정에 대해서는 횟수에 상관 없이 비디오판독 신청 가능
- 내, 외야 페어지역 구분 : 천장 상단 3번째 통로(캣워크) 시작점을 기준으로 내야, 외야 구분

## 주요 기록

### 2015 서울 슈퍼시리즈
| 기록           | 날짜            | 선수                  | 소속팀   | 상대팀   |
| 첫 안타        | 2015년 11월 4일 | 율리에스키 구리엘     | 쿠바     | 대한민국 |
| 첫 병살타      | 2015년 11월 4일 | 에스타일레 에르난데스 | 쿠바     | 대한민국 |
| 첫 실책        | 2015년 11월 4일 | 율리에스키 구리엘     | 쿠바     | 대한민국 |
| 첫 볼넷        | 2015년 11월 4일 | 박병호                | 대한민국 | 쿠바     |
| 첫 도루        | 2015년 11월 4일 | 이용규                | 대한민국 | 쿠바     |
| 첫 폭투        | 2015년 11월 4일 | 요에니 예라           | 쿠바     | 대한민국 |
| 첫 득점        | 2015년 11월 4일 | 김현수                | 대한민국 | 쿠바     |
| 첫 타점        | 2015년 11월 4일 | 손아섭                | 대한민국 | 쿠바     |
| 첫 결승타      | 2015년 11월 4일 | 손아섭                | 대한민국 | 쿠바     |
| 첫 승리 투수   | 2015년 11월 4일 | 이대은                | 대한민국 | 쿠바     |
| 첫 패전 투수   | 2015년 11월 4일 | 요에니 예라           | 쿠바     | 대한민국 |
| 첫 세이브 투수 | 2015년 11월 5일 | 엑토르 멘도사         | 쿠바     | 대한민국 |

### 제70회 청룡기 전국고교야구 선수권대회
| 기록                                         | 날짜             | 선수   | 소속팀           | 상대팀       |
| -------------------------------------------- | ---------------- | ------ | ---------------- | ------------ |
| 첫 홈런 (아마추어 첫 홈런)                   | 2015년 11월 12일 | 강백호 | 서울고등학교     | 경기고등학교 |
| 첫 그라운드 홈런 (아마추어 첫 그라운드 홈런) | 2015년 11월 14일 | 강성호 | 광주제일고등학교 | 부산고등학교 |
| 첫 완봉승 투수                               | 2015년 11월 10일 | 고우석 | 충암고등학교     | 경주고등학교 |

### 2015년 한국야구대제전
| 기록                        | 날짜            | 선수   | 소속팀 및 출신 고등학교        |
| --------------------------- | --------------- | ------ | ------------------------------ |
| 첫 홈런 (프로 선수 첫 홈런) | 2015년 12월 5일 | 모창민 | NC 다이노스 (광주제일고등학교) |

### 2015년 희망더하기 자선 야구대회
| 기록                       | 날짜            | 선수                 | 소속팀    | 상대팀    |
| -------------------------- | --------------- | -------------------- | --------- | --------- |
| 첫 실책                    | 2015년 12월 6일 | 이휘재(개그맨, 진행) | 종범신 팀 | 양신 팀   |
| 첫 안타                    | 2015년 12월 6일 | 윤석민               | 종범신 팀 | 양신 팀   |
| 첫 타점                    | 2015년 12월 6일 | 김광현               | 양신 팀   | 종범신 팀 |
| 첫 프로 선수 그라운드 홈런 | 2015년 12월 6일 | 정수빈               | 종범신 팀 | 양신 팀   |
| 첫 타자 홈런레이스 우승    | 2015년 12월 6일 | 윤요섭               | 양신 팀   | 종범신 팀 |
| 첫 투수 홈런레이스 우승    | 2015년 12월 6일 | 윤석민               | 종범신 팀 | 양신 팀   |

### 2016년 KBO 리그
| 기록                     | 날짜            | 선수            | 소속팀        | 상대팀        | 비고              |
| ------------------------ | --------------- | --------------- | ------------- | ------------- | ----------------- |
| 첫 실책                  | 2016년 3월 15일 | 박정배          | SK 와이번스   | 넥센 히어로즈 | 시범경기          |
| 첫 실책                  | 2016년 4월 1일  | 윤석민          | 넥센 히어로즈 | 롯데 자이언츠 | 정규 페넌트레이스 |
| 첫 안타                  | 2016년 3월 15일 | 박동원          | 넥센 히어로즈 | SK 와이번스   | 시범경기          |
| 첫 안타                  | 2016년 4월 1일  | 정훈            | 롯데 자이언츠 | 넥센 히어로즈 | 정규 페넌트레이스 |
| 첫 2루타                 | 2016년 3월 15일 | 고종욱          | 넥센 히어로즈 | SK 와이번스   | 시범경기          |
| 첫 2루타                 | 2016년 4월 1일  | 박동원          | 넥센 히어로즈 | 롯데 자이언츠 | 정규 페넌트레이스 |
| 첫 3루타                 | 2016년 3월 15일 | 김하성          | 넥센 히어로즈 | SK 와이번스   | 시범경기          |
| 첫 3루타                 | 2016년 4월 3일  | 짐 아두치       | 롯데 자이언츠 | 넥센 히어로즈 | 정규 페넌트레이스 |
| 첫 볼넷                  | 2016년 3월 15일 | 윤석민          | 넥센 히어로즈 | SK 와이번스   | 시범경기          |
| 첫 볼넷                  | 2016년 4월 1일  | 채태인          | 넥센 히어로즈 | 롯데 자이언츠 | 정규 페넌트레이스 |
| 첫 사구                  | 2016년 3월 17일 | 박세혁          | 두산 베어스   | 넥센 히어로즈 | 시범경기          |
| 첫 사구                  | 2016년 4월 2일  | 채태인          | 넥센 히어로즈 | 롯데 자이언츠 | 정규 페넌트레이스 |
| 첫 도루                  | 2016년 3월 15일 | 이명기          | SK 와이번스   | 넥센 히어로즈 | 시범경기          |
| 첫 도루                  | 2016년 4월 1일  | 정훈            | 롯데 자이언츠 | 넥센 히어로즈 | 정규 페넌트레이스 |
| 첫 폭투                  | 2016년 3월 17일 | 금민철          | 넥센 히어로즈 | 두산 베어스   | 시범경기          |
| 첫 폭투                  | 2016년 4월 3일  | 송승준          | 롯데 자이언츠 | 넥센 히어로즈 | 정규 페넌트레이스 |
| 첫 병살타                | 2016년 3월 16일 | 최정            | SK 와이번스   | 넥센 히어로즈 | 시범경기          |
| 첫 병살타                | 2016년 4월 1일  | 최준석          | 롯데 자이언츠 | 넥센 히어로즈 | 정규 페넌트레이스 |
| 첫 득점                  | 2016년 3월 15일 | 박동원          | 넥센 히어로즈 | SK 와이번스   | 시범경기          |
| 첫 득점                  | 2016년 4월 1일  | 강민호          | 롯데 자이언츠 | 넥센 히어로즈 | 정규 페넌트레이스 |
| 첫 홈런                  | 2016년 3월 15일 | 김강민          | SK 와이번스   | 넥센 히어로즈 | 시범경기          |
| 첫 홈런                  | 2016년 4월 12일 | 이택근          | 넥센 히어로즈 | kt wiz        | 정규 페넌트레이스 |
| 첫 타점                  | 2016년 3월 15일 | 박동원          | 넥센 히어로즈 | SK 와이번스   | 시범경기          |
| 첫 타점                  | 2016년 4월 1일  | 짐 아두치       | 롯데 자이언츠 | 넥센 히어로즈 | 정규 페넌트레이스 |
| 첫 만루홈런              | 2016년 3월 15일 | 김강민          | SK 와이번스   | 넥센 히어로즈 | 시범경기          |
| 첫 만루홈런              | 2016년 5월 6일  | 박동원          | 넥센 히어로즈 | KIA 타이거즈  | 정규 페넌트레이스 |
| 첫 결승타                | 2016년 3월 15일 | 김강민          | SK 와이번스   | 넥센 히어로즈 | 시범경기          |
| 첫 결승타                | 2016년 4월 2일  | 대니 돈         | 넥센 히어로즈 | 롯데 자이언츠 | 정규 페넌트레이스 |
| 첫 인사이드 더 파크 홈런 | -               | -               | -             | -             | 시범경기          |
| 첫 인사이드 더 파크 홈런 | 2016년 8월 11일 | 김주찬          | KIA 타이거즈  | 넥센 히어로즈 | 정규 페넌트레이스 |
| 첫 승리 투수             | 2016년 3월 15일 | 문광은          | SK 와이번스   | 넥센 히어로즈 | 시범경기          |
| 첫 승리 투수             | 2016년 4월 1일  | 조쉬 린드블럼   | 롯데 자이언츠 | 넥센 히어로즈 | 정규 페넌트레이스 |
| 첫 패전 투수             | 2016년 3월 15일 | 하영민          | 넥센 히어로즈 | SK 와이번스   | 시범경기          |
| 첫 패전 투수             | 2016년 4월 1일  | 라이언 피어밴드 | 넥센 히어로즈 | 롯데 자이언츠 | 정규 페넌트레이스 |
| 첫 홀드 투수             | 2016년 3월 15일 | 박민호          | SK 와이번스   | 넥센 히어로즈 | 시범경기          |
| 첫 홀드 투수             | 2016년 4월 1일  | 이명우          | 롯데 자이언츠 | 넥센 히어로즈 | 정규 페넌트레이스 |
| 첫 세이브 투수           | 2016년 3월 15일 | 전유수          | SK 와이번스   | 넥센 히어로즈 | 시범경기          |
| 첫 세이브 투수           | 2016년 4월 1일  | 손승락          | 롯데 자이언츠 | 넥센 히어로즈 | 정규 페넌트레이스 |

## 사진

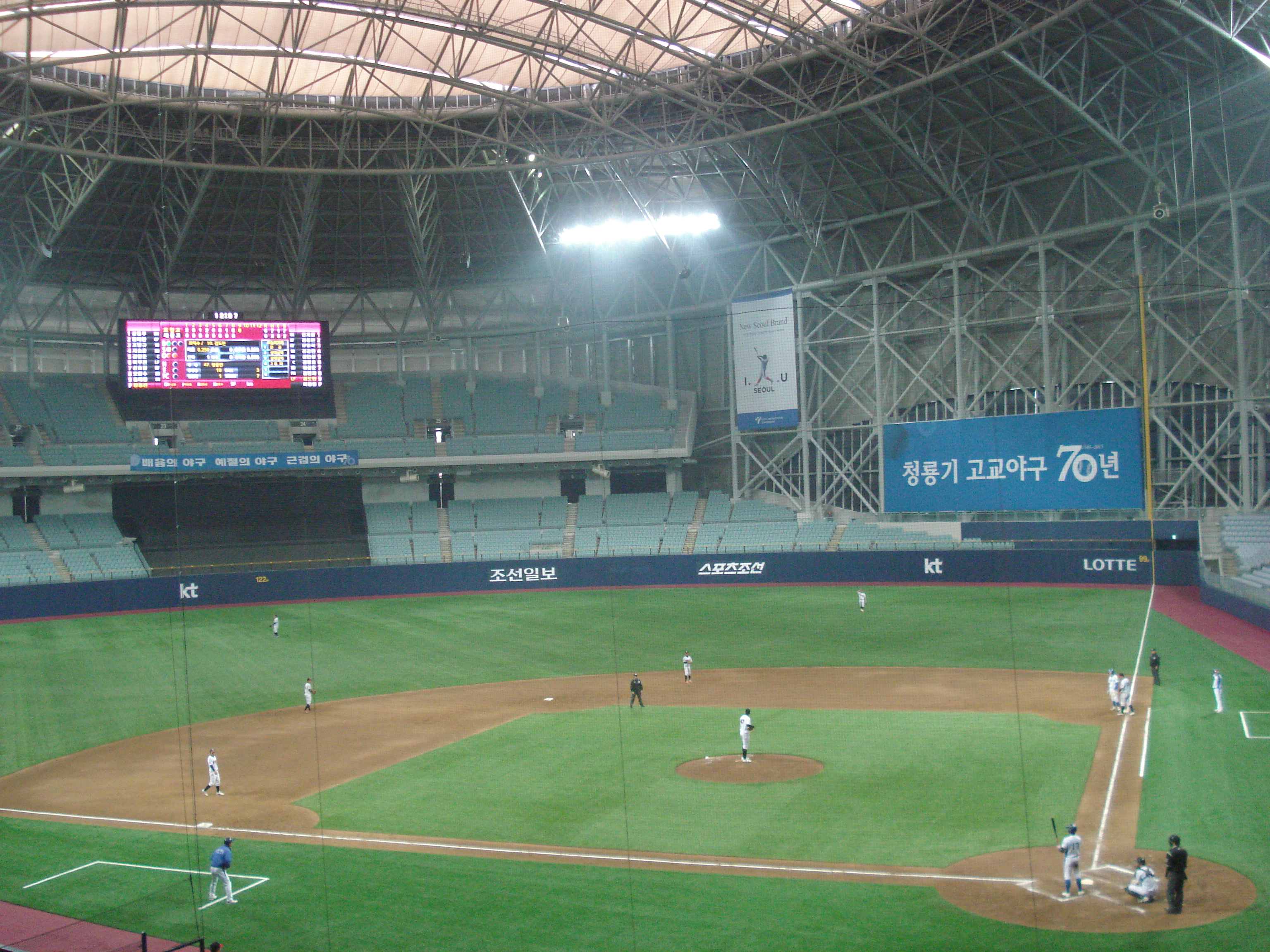
경기장 내부 모습 (1)
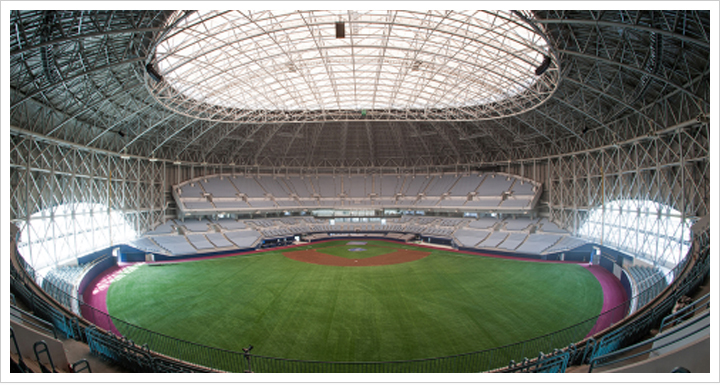
경기장 내부 모습 (2)

## 같이 보기
- 고척스카이돔 보조경기장